# Брайсгау-Верхній Шварцвальд (район)
Брайсгау-Верхній Шварцвальд (нім. Landkreis Breisgau-Hochschwarzwald) — район землі Баден-Вюртемберг, Німеччина, підпорядкований урядовому округу Фрайбург. Центром району є місто Фрайбург. Населення становить 264 867 ос. (станом на 31 грудня 2020), площа  — 1 378,33км2.

## Демографія
Густота населення в районі становить 182 чол./км².
| Рік             | Населення |
| --------------- | --------- |
| 31. грудня 1973 | 181.335   |
| 31. грудня 1975 | 187.104   |
| 31. грудня 1980 | 199.911   |
| 31. грудня 1985 | 207.466   |
| 27. травня 1987 | 203.111   |

| Рік             | Населення |
| --------------- | --------- |
| 31. грудня 1990 | 217.267   |
| 31. грудня 1995 | 230.839   |
| 31. грудня 2000 | 240.545   |
| 31. грудня 2005 | 249.535   |
| 31. грудня 2010 | 251.266   |

## Міста і громади
Район поділений на 10 міст, 40 громад.